# The Singles Album
The Singles Album jest wydaną pośmiertnie kompilacją piosenek Jimiego Hendrixa, która ukazała się w 1983 roku. Zawiera utwory wydane wcześniej jako single.

## Lista utworów
Autorem wszystkich utworów (chyba że zaznaczono inaczej) jest Jimi Hendrix.
| CD 1 | CD 1                                                  | CD 1    |
| Nr   | Tytuł utworu                                          | Długość |
| ---- | ----------------------------------------------------- | ------- |
| 1.   | „Hey Joe” (Roberts)                                   | 3:25    |
| 2.   | „Stone Free”                                          | 3:34    |
| 3.   | „Purple Haze”                                         | 2:45    |
| 4.   | „51st Anniversary” (MONO)                             | 3:14    |
| 5.   | „The Wind Cries Mary”                                 | 3:16    |
| 6.   | „Highway Chile” (MONO)                                | 3:28    |
| 7.   | „Burning Of The Midnight Lamp”                        | 3:36    |
| 8.   | „The Stars That Play With Laughing Sam's Dice” (MONO) | 4:17    |
| 9.   | „All Along the Watchtower” (Dylan)                    | 3:58    |
| 10.  | „Long Hot Summer Night”                               | 3:25    |
| 11.  | „Crosstown Traffic”                                   | 2:18    |
| 12.  | „Let Me Light Your Fire”                              | 2:38    |
|      |                                                       | 39:54   |

'
| CD 2 | CD 2                                  | CD 2    |
| Nr   | Tytuł utworu                          | Długość |
| ---- | ------------------------------------- | ------- |
| 1.   | „Voodoo Child (Slight Return)”        | 5:12    |
| 2.   | „Angel”                               | 4:15    |
| 3.   | „Night Bird Flying”                   | 3:51    |
| 4.   | „Gypsy Eyes”                          | 3:41    |
| 5.   | „Remember” (MONO enhanced for Stereo) | 2:44    |
| 6.   | „Johnny B. Goode (live)” (Berry)      | 4:03    |
| 7.   | „Little Wing (live)”                  | 3:15    |
| 8.   | „Foxy Lady”                           | 3:10    |
| 9.   | „Manic Depression”                    | 3:35    |
| 10.  | „3rd Stone From The Sun”              | 6:38    |
| 11.  | „Gloria” (Morrison)                   | 8:45    |
|      |                                       | 49:09   |

## Artyści nagrywający płytę
- Jimi Hendrix – gitara, śpiew
- Mitch Mitchell – perkusja
- Noel Redding – gitara basowa
- Billy Cox – gitara basowa – CD2 (2, 3, 6)